# 三门近狂蛛
三门近狂蛛（学名：Drassyllus sanmenensis）为平腹蛛科近狂蛛属的动物。在中国大陆，分布于浙江等地，常栖息于草丛的石隙间。该物种的模式产地在浙江。